# Fórmula de De Moivre
En matemàtiques la fórmula de De Moivre, anomenada així per Abraham de Moivre, afirma que, per a tot nombre real {\displaystyle x} i tot enter {\displaystyle n}, 
{\displaystyle (\cos {x}+\mathrm {i} \sin {x})^{n}=\cos(nx)+\mathrm {i} \sin(nx)}
Aquesta fórmula és important perquè connecta els nombres complexos (la lletra {\displaystyle {i}} representa la unitat imaginària) amb la trigonometria, cosa molt útil, per exemple, en la representació gràfica dels nombres complexos.
La fórmula de De Moivre pot ser obtinguda de la fórmula d'Euler:
{\displaystyle e^{ix}=\cos x+\mathrm {i} \,\sin x}
La fórmula de Moivre treballa amb la representació trigonomètrica d'un nombre complex, que és:
{\displaystyle r(\cos x+\mathrm {i} \,\sin x)}
si es té en compte una altra forma de representació dels nombres imaginaris, més intuïtiva, anomenada forma polar, que permet una visualització més ràpida de la naturalesa del nombre en qüestió:
{\displaystyle r_{\alpha }}
on {\displaystyle r} és la llargada o mòdul del vector que uneix l'origen de coordenades amb la representació gràfica del nombre complex, i {\displaystyle {\alpha }} l'angle que té aquest vector respecte l'eix OX.

## Obtenció
La fórmula de De Moivre pot ser obtinguda de la fórmula d'Euler:
{\displaystyle e^{ix}=\cos x+\mathrm {i} \,\sin x}
aplicant lleis de l'exponenciació
{\displaystyle \left(e^{ix}\right)^{n}=e^{inx}.\,}
Llavors, aplicat a la fórmula d'Euler:
{\displaystyle e^{i(nx)}=\cos(nx)+i\sin(nx)\,}.

## Alguns resultats
Partint novament de la fórmula d'Euler:
{\displaystyle e^{ix}=\cos x+\mathrm {i} \,\sin x}
Si es fa que {\displaystyle x=\pi } llavors es té la identitat d'Euler:
{\displaystyle e^{i\pi }=\cos \pi +\mathrm {i} \,\sin \pi =-1+0=-1}
És a dir: 
{\displaystyle e^{i\pi }=-1\,}
A més, com que es tenen aquestes dues igualtats:
{\displaystyle e^{ix}=\cos x+\mathrm {i} \,\sin x\,}
{\displaystyle e^{-ix}=\cos x-\mathrm {i} \,\sin x\,}
es poden deduir les següents expressions:
{\displaystyle \cos x=(e^{ix}+e^{-ix})/2\,}
{\displaystyle \sin x=(e^{ix}-e^{-ix})/2\mathrm {i} \,}

## Demostració per inducció
Es consideren tres casos.
Per un enter n > 0, es procedeix a través de la inducció matemàtica. Quan n = 1, el resultat és clarament cert. Per aquesta hipòtesi s'assumeix que el resultat és vertader per algun enter positiu k. És a dir, que s'assumeix:
{\displaystyle \left(\cos x+i\sin x\right)^{k}=\cos \left(kx\right)+i\sin \left(kx\right).\,}
Ara, considerant el cas n = k + 1:
{\displaystyle {\begin{alignedat}{2}\left(\cos x+i\sin x\right)^{k+1}&=\left(\cos x+i\sin x\right)^{k}\left(\cos x+i\sin x\right)\\&=\left[\cos \left(kx\right)+i\sin \left(kx\right)\right]\left(\cos x+i\sin x\right)\qquad {\mbox{per la hipòtesi de la inducció}}\\&=\cos \left(kx\right)\cos x-\sin \left(kx\right)\sin x+i\left[\cos \left(kx\right)\sin x+\sin \left(kx\right)\cos x\right]\\&=\cos \left[\left(k+1\right)x\right]+i\sin \left[\left(k+1\right)x\right]\qquad {\mbox{per les identitats trigonomètriques}}\end{alignedat}}}
Es dedueix que el resultat és vertader per n = k + 1 quan és vertader per n = k. Pel principi d'inducció matemàtica, es desprèn que el resultat és vertader per tots els enters positius n≥1.
Quan n = 0 la fórmula és vertadera ja que {\displaystyle \cos(0x)+i\sin(0x)=1+i0=1}, i (per conveni) {\displaystyle z^{0}=1}.
Quan n < 0, consideri's un enter positiu m tal que n = −m. Per tant:
{\displaystyle {\begin{alignedat}{2}\left(\cos x+i\sin x\right)^{n}&=\left(\cos x+i\sin x\right)^{-m}\\&={\frac {1}{\left(\cos x+i\sin x\right)^{m}}}\\&={\frac {1}{\left(\cos mx+i\sin mx\right)}}\\&=\cos \left(mx\right)-i\sin \left(mx\right)\\&=\cos \left(-mx\right)+i\sin \left(-mx\right)\\&=\cos \left(nx\right)+i\sin \left(nx\right).\end{alignedat}}}
Per tant, el teorema és vertader per a tots els valors enters de n.

## Generalització

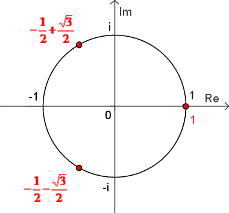
Una representació en el pla complex de les arrels cúbiques d'1.

La fórmula en realitat és vertadera en un camp molt més general que el representat a dalt: si z i w són nombre complexos, llavors:
{\displaystyle \left(\cos z+i\sin z\right)^{w}}
és una funció multivaluada mentre que:
{\displaystyle \cos(wz)+i\sin(wz)\,}
no ho sigui. Per tant, es pot assegurar que:
{\displaystyle \cos(wz)+i\sin(wz)\,}     és un valor de     {\displaystyle \left(\cos z+i\sin z\right)^{w}\,}.

## Aplicacions
Aquesta fórmula pot ser usada per trobar tant la potència com les arrels enèssimes d'un nombre complex escrit en forma polar.
{\displaystyle z=r\left(\cos x+i\sin x\right)}
Si el nombre complex està en forma binòmica, s'ha de convertir primer a fórmula polar (sent r el mòdul).

### Potència
Per obtenir la potència del nombre complex s'aplica la fórmula:
{\displaystyle z^{n}=\left[r\left(\cos(x)+i\sin(x)\right)\right]^{n}=r^{n}\left[\cos(nx)+i\sin(nx)\right]}

### Arrels
Per obtenir les {\displaystyle n} arrels d'un nombre complex, s'aplica:
{\displaystyle z^{1/n}=\left[r\left(\cos x+i\sin x\right)\right]^{1/n}=r^{1/n}\left[\cos \left({\frac {x+2k\pi }{n}}\right)+i\sin \left({\frac {x+2k\pi }{n}}\right)\right]}
on {\displaystyle k} és un nombre enter que va des de {\displaystyle 0} fins a {\displaystyle n-1}, que, en substituir-lo en la fórmula, permet obtenir les {\displaystyle n} arrels diferents de {\displaystyle z}.